# Дзялинь (Великопольське воєводство)
Дзялинь (пол. Działyń) — село в Польщі, у гміні Клецько Гнезненського повіту Великопольського воєводства.
Населення — 794 особи (2011).
У 1975-1998 роках село належало до Познанського воєводства.

## Демографія
Демографічна структура станом на 31 березня 2011 року:
|          | Загалом | Допрацездатний вік | Працездатний вік | Постпрацездатний вік |
| -------- | ------- | ------------------ | ---------------- | -------------------- |
| Чоловіки | 398     | 75                 | 291              | 32                   |
| Жінки    | 396     | 82                 | 242              | 72                   |
| Разом    | 794     | 157                | 533              | 104                  |